# Luis Aldaz-Isanta
Luis Aldaz-Isanta (Spagna, 1925 – Nuovo Messico, 13 dicembre 2019) è stato un meteorologo spagnolo.

## Biografia
Fu il primo scienziato spagnolo a soggiornare al Polo geografico meridionale, a circa 3000 km dalle basi della penisola antartica durante alcune campagne internazionali. Rimase in Antartide circa 40 mesi come capo scientifico responsabile di programmi meteorologici nelle stazioni statunitensi:  alla stazione Byrd tra il 1959 e il 1960 e alla base Amundsen-Scott tra il 1961 e il 1962 e tra il 1964 e il 1965. Ha pubblicato varie indagini scientifiche su riviste internazionali. Per mantenerne la memoria gli fu dedicato il Monte Aldaz in Antartide e l'asteroide 13004 Aldaz.